# Zygmunt Duszyński
Zygmunt Duszyński, ps. „Zygmunt” (ur. 22 stycznia 1914 w Jeziornie, zm. 18 grudnia 1973 w Warszawie) – generał broni ludowego Wojska Polskiego, żołnierz GL i AL,funkcjonariusz MO, zastępca dowódcy, a następnie dowódca 1 Dywizji Piechoty im. Tadeusza Kościuszki, zastępca szefa Sztabu Generalnego WP (1956–1959), wiceminister obrony narodowej (1959–1965)

## Życiorys
Był synem Władysława i Zofii z domu Wójcik. W latach 1927–1932 uczył się w Gimnazjum Męskim w Warszawie, gdzie zdał maturę. Od 1932 studiował prawo na Uniwersytecie Warszawskim, jednak ze względu na brak środków finansowych zrezygnował po pierwszym roku studiów. 
W latach 1935–1936 odbył służbę wojskową w Dywizyjnej Szkole Podchorążych Rezerwy przy 13 Pułku Piechoty w Pułtusku. Od 1937 pracował jako praktykant administracyjny w Wydziale Wojskowym Urzędu Wojewódzkiego w Warszawie. W listopadzie 1938, po odbyciu kolejnych ćwiczeń wojskowych został mianowany na stopień podporucznika rezerwy piechoty z przydziałem służbowym do 3 batalionu strzelców w Rembertowie. Od końca 1938 pracował jako urzędnik w Biurze Personalnym Ministerstwa Spraw Wojskowych. Po wybuchu wojny 1 września 1939 nie został zmobilizowany i wraz z urzędnikami Ministerstwa Spraw Wojskowych ewakuował się na wschód, gdzie po wkroczeniu Armii Czerwonej został zwolniony z wykonywania obowiązków służbowych. Powrócił do Rembertowa, gdzie utrzymywał się z handlu, a od 1941 pracował jako opiekun społeczny w VII Ośrodku Zdrowia na Grochowie.
Na początku 1940 zetknął się z członkami OMS „Życie”, pod wpływem których związał się z ruchem komunistycznym. W sierpniu 1941 był współorganizatorem Związku Walki Wyzwoleńczej, w którym przyjął pseudonim „Zygmunt” i zajmował się szkoleniem wojskowym. Od stycznia 1942 w Polskiej Partii Robotniczej, od lutego 1942 w kierownictwie Okręgu PPR Warszawa-Prawa Podmiejska. Był pierwszym dowódcą Okręgu Gwardii Ludowej Warszawa-Prawa Podmiejska. Inspirator tworzenia oddziałów partyzanckich i włączenia do GL zbiegłych jeńców sowieckich. Zdobywał broń dla oddziału partyzanckiego GL im. Stefana Czarnieckiego, dowodzonego przez Franciszka Zubrzyckiego „Małego Franka”. Opracował plan uderzenia na Parysów w nocy na 17 listopada 1942. Od maja 1943 pracował w Wydziale Szkolenia w Sztabie Głównym GL, gdzie organizował konspiracyjne kursy oficerskie i podoficerskie dla członków GL.  25 grudnia 1943 na mocy rozkazu Dowództwa Głównego GL jako jeden z pierwszych odznaczony Orderem Krzyża Grunwaldu III klasy. W styczniu 1944 został aresztowany w obławie i przebywał przez 3 tygodnie na Pawiaku.  Od stycznia 1944 kierował Wydziałem Szkoleniowym I oddziału operacyjnego Sztabu Głównego Armii Ludowej. Był odpowiedzialny za szkolenie kadr, wydawanie regulaminów i instrukcji oraz prowadzenie inspekcji i egzaminów z ramienia Dowództwa Głównego AL. Był redaktorem tajnego wydawnictwa instruktażowego „Uczmy się walczyć” oraz prowadził szkolenie bojowe członków AL na terenie Warszawy.
W chwili wybuchu powstania warszawskiego przebywał w Rembertowie. We wrześniu 1944 został skierowany do służby w nowo tworzonej Milicji Obywatelskiej na stanowisko zastępcy komendanta wojewódzkiego MO w Lublinie, następnie przeniesiony do Komendy Głównej MO, na stanowisko kierownika Oddziału V Komendy Głównej MO.
1 listopada 1944 przeniesiony do ludowego Wojska Polskiego na podstawie decyzji Komitetu Centralnego PZPR o przenoszeniu żołnierzy AL do wojska. 11 listopada 1944 został dowódcą żandarmerii przy Sztabie Głównym WP. W marcu 1945 został na własną prośbę skierowany na front, gdzie został zastępcą dowódcy ds. liniowych 1 Dywizji Piechoty im. Tadeusza Kościuszki. Brał udział w forsowaniu Odry, operacji brandenburskiej i walkach o Berlin. 3 maja 1945 wchodził w skład delegacji 1 Armii Wojska Polskiego, która złożyła Krajowej Radzie Narodowej meldunek o upadku Berlina. W sierpniu 1945 został dowódcą 3 Berlińskiego pułku piechoty.  Od sierpnia 1945 do maja 1946 walczył z podziemiem niepodległościowym na Podlasiu i Mazowszu. Był przewodniczącym Wojewódzkiego Komitetu Bezpieczeństwa w Gdańsku.
Był delegatem na I Zjazd PPR (grudzień 1945) i Kongres Zjednoczeniowy PPR i PPS (I Zjazd PZPR w grudniu 1948). Od maja 1946 krótko dowodził (jako pełniący obowiązki) 11 Dywizją Piechoty, a od czerwca 1946 16 Dywizją Piechoty. Na mocy uchwały Krajowej Rady Narodowej z 17 grudnia 1946 został awansowany do stopnia generała brygady z prawem do noszenia dystynkcji od 24 grudnia 1946. Od lipca 1947 do marca 1948 dowódca 1 Dywizji Piechoty im. Tadeusza Kościuszki. Od czerwca 1948 do stycznia 1950 studiował w Wojskowej Akademii Sztabu Generalnego im. K. Woroszyłowa w Moskwie, ale studiów tych nie ukończył. Po powrocie do kraju został mianowany pierwszym zastępcą szefa Wydziału Studiów, a następnie starszego wykładowcę taktyki i kierownika kursu w Akademii Sztabu Generalnego WP im. gen. broni Karola Świerczewskiego. Od listopada 1950 był zastępcą szefa katedry taktyki ogólnej i służby sztabów, a od sierpnia 1953 zastępcą komendanta Fakultetu Ogólnowojskowego do spraw naukowych ASG WP. Równolegle w lipcu 1951 ukończył studia w tej akademii w trybie eksternistycznym.
W kwietniu 1954 został zwolniony z zawodowej służby wojskowej i przeniesiony do rezerwy. Pracował w spółdzielczości. Do wojska powrócił po zmianach politycznych w Polsce w październiku 1956. 30 października 1956 został zastępcą szefa Sztabu Generalnego WP. 22 lipca 1957 na mocy zarządzenia Prezesa Rady Ministrów awansowany na stopień generała dywizji. Od 30 stycznia 1959 do 6 lutego 1965 wiceminister obrony narodowej - Główny Inspektor Szkolenia. W czerwcu 1962 wyróżniony za przygotowanie i przeprowadzenie ćwiczeń „Podlasie”, w których występował w roli dowódcy frontu. Na mocy uchwały Rady Państwa PRL z 1 października 1963 awansowany do stopnia generała broni. Nominację wręczył mu w Belwederze 9 października 1963 przewodniczący Rady Państwa Aleksander Zawadzki. W latach 1959–1968 członek Komitetu Centralnego PZPR. Na II kongresie ZBoWiD we wrześniu 1959 wybrany na wiceprezesa Rady Naczelnej tej organizacji. 
Przewodniczący Komitetu Redakcyjnego „Myśli Wojskowej” (1957–1968) i „Przeglądu Wojsk Lądowych” (1959–1965). W latach 1957–1965 był także prezesem CWKS Legia Warszawa. W 1965 r. w wyniku prowokacji i działań Wojskowej Służby Wewnętrznej został odwołany z kierowniczych stanowisk i przesunięty na drugorzędne stanowisko szefa Biura Studiów MON. Uchwała Biura Politycznego KC PZPR zarzuciła mu „niewłaściwe postępowanie, narażające na szwank dobre imię członka KC i wiceministra obrony narodowej”. Od 1968 był pełnomocnikiem MON przy Prezydium Polskiej Akademii Nauk − szefem Delegatury MON przy PAN.

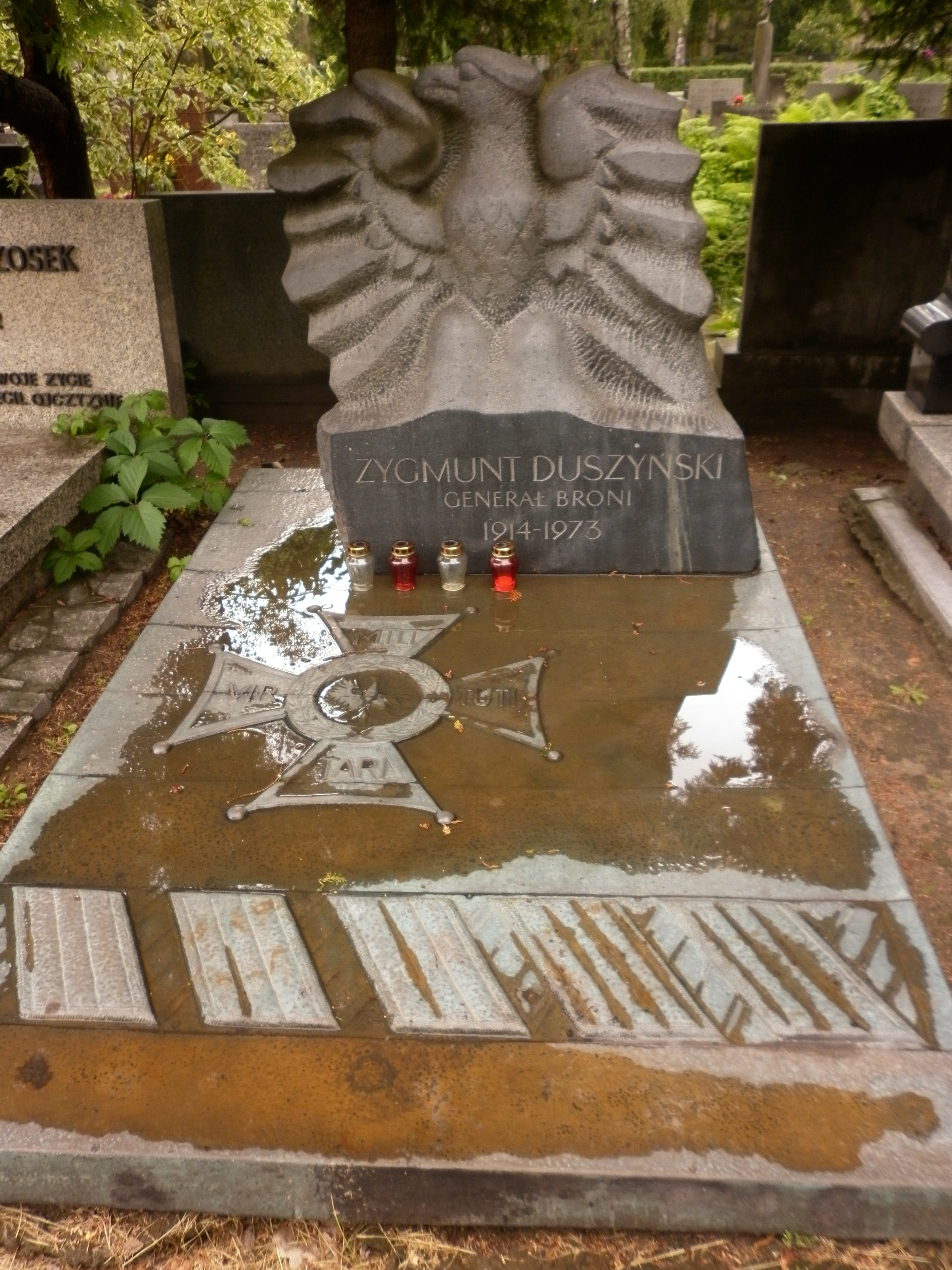
Grób Zygmunta Duszyńskiego na cmentarzu Wojskowym na Powązkach w Warszawie

Mieszkał w Warszawie. Od 1945 był żonaty z Zofią z domu Krzywkowską (1915-2002). Miał przybranego syna.
Zmarł w Warszawie. Pochowany 21 grudnia 1973 w Alei Zasłużonych na cmentarzu Wojskowym na Powązkach (kwatera B2-tuje-18). W pogrzebie uczestniczyli m. in. minister obrony narodowej PRL, członek Biura Politycznego KC PZPR gen. armii Wojciech Jaruzelski, kierownik Wydziału Administracyjnego KC PZPR Teodor Palimąka, marszałek Polski Michał Żymierski oraz członkowie kierownictwa MON. Zmarłego pożegnali: wiceminister obrony narodowej gen. dyw. Eugeniusz Molczyk - w imieniu żołnierzy WP oraz gen. dyw. Wacław Czyżewski - w imieniu b. żołnierzy GL i AL.

## Awanse
W trakcie wieloletniej służby w partyzantce GL/AL i ludowym Wojsku Polskim otrzymywał awanse na kolejne stopnie wojskowe:
- podporucznik rezerwy piechoty – 1938
- kapitan Gwardii Ludowej – 15 lipca 1943
- major Gwardii Ludowej – 19 lutego 1944
- podpułkownik ludowego WP – 2 listopada 1944
- pułkownik – 20 sierpnia 1945
- generał brygady – 17 grudnia 1946
- generał dywizji – 22 lipca 1957
- generał broni – 1 października 1963

## Ordery i odznaczenia
- Order Sztandaru Pracy I klasy (1964)[8]
- Krzyż  Komandorski Orderu Odrodzenia Polski (1958)
- Order Krzyża Grunwaldu III klasy (dwukrotnie: 1943 i 1945)[9]
- Krzyż Oficerski Orderu Odrodzenia Polski (1946)
- Krzyż Srebrny Orderu Virtuti Militari (1945)
- Krzyż Walecznych (1945)
- Srebrny Krzyż Zasługi (28 lipca 1949)[10]
- Krzyż Partyzancki (1946)
- Medal za Warszawę 1939–1945 (17 stycznia 1946)[11]
- Medal za Odrę, Nysę, Bałtyk
- Medal Zwycięstwa i Wolności 1945
- Medal „Siły Zbrojne w Służbie Ojczyzny” (komplet)
- Medal 10-lecia Polski Ludowej (1955)
- Medal „Za udział w walkach o Berlin” (1966)
- Brązowy Medal „Za zasługi dla obronności kraju” (1967)
- Odznaka Grunwaldzka
- Odznaka „Zasłużony Działacz Kultury Fizycznej” (1962)[12]
- Honorowa odznaka Zrzeszenia Studentów Polskich (1963)[13]
- Złota odznaka honorowa „Za Zasługi dla Warszawy” (1961)[14]
- Złota odznaka "Za zasługi dla województwa warszawskiego" (1962)[15]
- Order Wojny Ojczyźnianej I stopnia (ZSRR)
- Medal „Za zwycięstwo nad Niemcami w Wielkiej Wojnie Ojczyźnianej 1941–1945” (ZSRR)
- Medal „Za zdobycie Berlina” (ZSRR)
- Medal „Za wyzwolenie Warszawy” (ZSRR)
- Czechosłowacki Order Wojskowy za Wolność I klasy (Czechosłowacja)
- Krzyż Wojenny Czechosłowacki 1939 (Czechosłowacja)
- Dukielski Medal Pamiątkowy (Czechosłowacja, 1961)[16]